# Albert Lamorisse
Albert Lamorisse (Parijs, 13 januari 1922 – bij Karaj, 2 juni 1970) was een Franse scenarist, filmmaker, filmproducent en bedenker van bordspellen.

## Biografie
Lamorisse studeerde korte tijd aan het Institut des hautes études cinématographiques (IDHEC) en bekwaamde zich tegelijkertijd in de fotografie. Hij begon zijn carrière als assistent van de fotograaf François Tuefferd (1912-1996). In 1947 debuteerde hij als filmer met de documentaire Djerba, waarna in 1950 de korte film Bim le petit âne (Bim, het ezeltje) volgde, een Oosters verhaal. Daarmee had Lamorisse zijn eigen stijl gevonden, en met zijn films Crin-Blanc (1953), Le Ballon rouge (1956), en Fifi la plume (1965) vestigde hij zijn naam als specialist in kinderfilms met poëtische aspiraties.
Hoewel zijn films veel prijzen wonnen (Prix Jean Vigo voor Crin-Blanc, Gouden Palm en Oscar voor Le Ballon rouge), waren ze echter aanvankelijk commercieel geen groot succes, voordat ze internationaal werden gedistribueerd.
Lamorisse vond een baanbrekend technisch systeem uit om trillingen tegen te gaan bij het opnemen vanuit de lucht, Hélivision genaamd. Met behulp daarvan maakte hij met steun van André Malraux twee documentaires, Versailles (1967) en Paris jamais vu (1968). Ook Le voyage en ballon (1960) en Le Vent des amoureux (1978) werden opgenomen in Hélivision, dat vervolgens op grote schaal gebruikt werd onder meer bij het opnemen van de James Bondfilm Goldfinger. Peter Barnes (1962-2013), een Britse helikopterpiloot, gebruikte de naam Helivision voor het bedrijfje dat hij in 1999 oprichtte om hand-en-spandiensten te verlenen aan de filmindustrie; hij droeg onder meer bij aan Saving Private Ryan en de Bondfilm Die Another Day.
Lamorisse was een groot liefhebber van schaken, en was ook de ontwerper van het bordspel La conquête du Monde (De verovering van de wereld), dat bekend is geworden onder de naam Risk.
Hij was getrouwd met Jeanne Claude Duparc, een studente van de École du Louvre, die zijn naaste medewerkster was geworden. Zij assisteerde hem bij zijn scenario's en zijn filmopnamen. Zij en hun zoon Pascal en dochters Sabine en Fanny figureerden in sommige films.  Pascal speelt de hoofdrol in Le Ballon rouge. Lamorisse verdronk op 48-jarige leeftijd bij een helikopterongeval in het Meer van Karaj, een stuwmeer in Iran, tijdens de laatste opnamen voor de documentaire Le Vent des amoureux.

## Filmografie
- 1947: Djerba (documentaire)
- 1950: Bim le petit âne (korte film)
- 1953: Crin-Blanc (korte film)
- 1956: Le Ballon rouge (korte film)
- 1960: Le Voyage en ballon
- 1965: Fifi la plume
- 1967: Versailles (documentaire)
- 1968: Paris jamais vu (documentaire)
- 1978: Le Vent des amoureux (documentaire, postuum uitgebracht door zijn vrouw)

## Prijzen
- 1953: Prix Jean Vigo voor Crin-Blanc
- 1953: Grand Prix du court-métrage (Grote Prijs voor korte films) op het filmfestival van Cannes voor Crin-Blanc
- 1956: Prix Louis-Delluc voor Le Ballon rouge
- 1956: Palme d'Or – court métrage (Gouden Palm voor korte films) op het filmfestival van Cannes voor Le Ballon rouge
- 1956: Oscar voor het beste originele scenario voor Le Ballon rouge
- 1957: BAFTA Award voor Le Ballon rouge

## Bordspel
- 1957: La Conquête du monde (Risk), voor het eerst op de markt gebracht door het Franse bedrijf Miro